# Lethal (groupe)
Lethal est un groupe argentin de heavy metal, originaire de Villa Martelli, Buenos Aires. Ils appartiennent plus précisément aux genres thrash metal, speed metal et groove metal. Il est formé en 1988 par les membres d'un groupe appelé Legión.

## Biographie
Le groupe est formé à Villa Martelli en 1988. Il est à l'origine formé comme groupe de heavy metal traditionnel, avant de passer peu après au thrash metal. Leur premier album, Bienvenidos a mi reino, est publié en 1990, enregistré en anglais et comprend le single King of the Ring. Le morceau est élu meilleure chanson de l'année en Argentine par les lecteurs du magazine Madhouse.
En 1993, le groupe publie l'album live dans la prison Lisandro Olmos, intitulé Radio Olmos, aux côtés d'autres groupes argentins comme Hermética, Pilsen, Attaque 77, Massacre et A.N.I.M.A.L., et les britanniques d'UK Subs. Ils jouent aussi en ouverture pour Sepultura, Pantera et Anthrax.
Ils publient deux albums à succès, Maza et Efecto Tequila. Leur premier guitariste, Charly Guillén, quitte le groupe en 1996 et meurt du SIDA la même année. Le groupe se met en pause puis publie en 1999, son cinquième album, Lethal 5.0, qui mène par la suite à la séparation du groupe un an plus tard.
En 2007, le groupe se reforme, publiant son sixième album, Inyección Lethal, et avec une nouvelle formation en 2010. En 2015, ils sortent leur septième album, Hasta la muerte,.

## Discographie

### Albums studio
- 1990 : Bienvenidos a mi reino
- 1992 : Warriors
- 1994 : Maza
- 1996 : Efecto tequila
- 1999 : Lethal 5.0
- 2010 : Inyección Lethal
- 2015 : Hasta la muerte

### Albums live
- 1993 : Radio Olmos
- 2012 : En vivo a través de los años (DVD)